# Space Studies Institute
O Space Studies Institute é uma organização sem fins lucrativos fundada em 1977 pelo falecido professor da Universidade de Princeton, Dr. Gerard K. O'Neill. A missão declarada é "abrir os recursos energéticos e materiais do espaço para o benefício humano durante a nossa vida".
Em 2009, a SSI mudou suas operações de sua base de longo prazo em Princeton, Nova Jersey, para Mojave, Califórnia. A SSI está envolvida em várias iniciativas, incluindo um projeto de vela solar que está desenvolvendo com a Carnegie Mellon University e um esforço para encontrar asteroides que possam ser extraídos para materiais valiosos. O uso de recursos extraterrestres em assentamentos espaciais tem recebido atenção crescente nos últimos anos.
Prioridades de pesquisa da SSI:
1. Acesso ao espaço de baixo custo
2. Sistemas de propulsão totalmente reutilizáveis
3. Motores de massa
4. Uso de materiais não terrestres
5. Produzir evidências que estabeleçam que as indústrias de manufatura e extração na Lua ou em asteroides são econômicas
6. Desenvolver sistemas de suporte à vida em ambiente fechado para o espaço.

O Instituto tem patrocinado estudos de pesquisa sobre vários sistemas de transporte para o desenvolvimento do espaço. Seu primeiro programa foi no desenvolvimento de protótipos de sistemas de acionamento em massa. Eles também estão estudando o uso de um Veículo de Transferência Orbital como componente da fabricação espacial. Outras áreas de pesquisa incluem uma busca por asteroides troianos Terra-Sol, um estudo de projeto de uma Sonda Polar Lunar para procurar água e voláteis úteis nos polos da Lua e realizou estudos de reutilização do tanque externo do Ônibus Espacial. O Dr. O'Neill realizou um estudo pioneiro de um grande habitat espacial chamado Ilha Três, que poderia abrigar 10 000 000 de pessoas.